# Aeropuerto de Altamira
Aeropuerto de Altamira (IATA: ATM, OACI: SBHT), es el aeropuerto que da servicio a Altamira, Brasil.
Es operado por Infraero.

## Historia
El aeropuerto se puso en marcha en 1979.
Debido a la construcción de la cercana Represa de Belo Monte, el Aeropuerto de Altamira se sometió a una importante renovación, incluida la extensión de la pista y la ampliación de la plataforma y la terminal de pasajeros. La renovación comenzó a finales de 2011.

## Aerolíneas y destinos
| Aerolíneas              | Destinos |
| ----------------------- | -------- |
| Azul Brazilian Airlines | Belém    |

## Accidents and incidents
- 6 de junio de 1990: un TABA Fairchild Hiller FH-227 registration PT-ICA flying from Belém a Altamira, mientras se aproximaba a tierra bajo la niebla en Altamira, descendió por debajo de la trayectoria de aproximación, chocó con árboles y se estrelló a 850 m de la pista. De los 41 pasajeros y tripulantes, 23 murieron.[5][6]
- 25 de enero de 1993: un TABA Fairchild Hiller FH-227 con matrícula PT-LCS que operaba un vuelo de carga desde Belém a Altamira se estrelló contra la jungla cerca de Altamira durante los procedimientos de aproximación nocturna. La tripulación de 3 murió.[7]

## Acceso
El aeropuerto se encuentra 7 km (4 mi) desde el centro de Altamira.